# Claude Gillingwater
Claude Gillingwater, all'anagrafe Claude Benton Gillingwater, (Louisiana, 2 agosto 1870 – Beverly Hills, 1º novembre 1939), è stato un attore statunitense.

## Biografia
Nato con il nome Claude Benton Gillingwater nel 1870, fu un attore teatrale e cinematografico. Iniziò la sua carriera a teatro per poi passare al cinema nel 1918. Nella sua carriera sullo schermo, durata fino al 1939, l'anno della morte, prese parte a più di novanta pellicole.
Feritosi gravemente alla schiena sul set del film Florida Special (1936), cadde in depressione dopo la morte della moglie, finché non si uccise sparandosi alla testa nella sua abitazione in North Bedford Drive a Beverly Hills.

## Filmografia
- Wild Primrose, regia di Frederick A. Thomson (1918)
- Little Lord Fauntleroy, regia di Alfred E. Green e Jack Pickford (1921)
- Il mio bambino (My Boy), regia di Albert Austin e Victor Heerman (1921)
- Fools First, regia di Marshall Neilan (1922)
- Dust Flower, regia di Rowland V. Lee (1922)
- The Christian, regia di Maurice Tourneur (1923)
- Tre pazzi saggi (Three Wise Fools), regia di King Vidor (1923)
- Dulcy, regia di Sidney Franklin (1923)
- Tiger Rose, regia di Sidney Franklin (1923)
- Daddies, regia di William A. Seiter (1924)
- Idle Tongues, regia di Lambert Hillyer (1924)
- Winds of Chance, regia di Frank Lloyd (1925)
- Wages for Wives, regia di Frank Borzage (1925)
- That's My Baby, regia di William Beaudine (1926)
- Fast and Furious. regia di Melville W. Brown (1927)
- Oh, Kay!, regia di Mervyn LeRoy (1928)
- Smiling Irish Eyes, regia di William A. Seiter (1929)
- Gioco di bambole (Glad Rag Doll), regia di Michael Curtiz (1929)
- Papà Gambalunga (Daddy Long Legs) regia di Alfred Santell (1931)
- Orda conquistatrice (The Conquering Horde), regia di Edward Sloman (1931)
- Una povera bimba milionaria (The Poor Little Rich Girl) regia di Irving Cummings (1935)
- Mississippi, regia di A. Edward Sutherland e, non accreditato, Wesley Ruggles (1935)
- Le due città (A Tales of Two Cities), regia di Jack Conway (1935)
- Il prigioniero dell'isola degli squali (The Prisoner of Shark Island), regia di John Ford (1936)
- Maria Walewska (Conquest), regia di Clarence Brown (1937)
- L'idolo di Broadway (Little Miss Broadway) regia di Irving Cummings (1938)